# Hoje É Dia de Maria
Hoje é Dia de Maria é uma minissérie brasileira produzida e exibida pela TV Globo de 11 a 21 de janeiro de 2005, em 8 capítulos.
Com criação, direção e roteiro assinados por Luiz Fernando Carvalho, com colaboração de Luiz Alberto de Abreu e Carlos Alberto Soffredini, a partir de uma seleção de contos retirados da oralidade popular brasileira recolhidos pelos escritores Câmara Cascudo, Mário de Andrade e Sílvio Romero.
Comparada ao então recente lançado Lavoura Arcaica, por apresentar uma linguagem inovadora, chamou a atenção da crítica e do público pela linguagem teatral e lúdica, e por transpor o universo de cultura popular para uma produção sofisticada televisiva, sem tirar sua autenticidade.
A minissérie teve uma sequência, intitulada Hoje É Dia de Maria: Segunda Jornada e apresentada na semana da criança, em outubro do mesmo ano.

## Sinopse
A fábula infantil de uma menina órfã de mãe, cuja madrasta a seduziu com favos de mel para depois lhe dar o fel. Sua madrasta a enterrou nas terras do pai viajante e lá cresceu um capim muito verde. Quando o pai retornou, ao passar por aquele terreno, ouviu o canto da menina e a desenterrou, ressuscitando-a. Cansada do inferno no lar, causado pela madrasta, Maria foge em busca das franjas do mar, e faz um longo passeio pelos contos populares brasileiros. Em sua viagem, se encontra com vários personagens fantásticos e é amparada pela imagem de Nossa Senhora da Conceição, que dá alento. Ao defender o amigo Zé Cangaia do demônio Asmodeu, que queria lhe comprar a sombra, Maria desafia o Diabo, que, irado, lhe rouba a infância. De um dia para o outro, Maria acorda já adulta, e conhece o seu amado, um jovem vítima de uma maldição: durante a noite é homem, mas ao raiar do dia é transformado num pássaro que sempre a seguiu e protegeu desde menina. O amor de Maria tem dois inimigos: o Diabo Asmodeu e o saltimbanco Quirino, que apaixonado por ela e louco de ciúme, aprisiona seu amado.

## Elenco
| Interprete         | Personagem                 |
| ------------------ | -------------------------- |
| Letícia Sabatella  | Maria (adulta)             |
| Carolina Oliveira  | Maria                      |
| Rodrigo Santoro    | Amado Fenix (forma humana) |
| Daniel de Oliveira | Quirino                    |
| Stênio Garcia      | Asmodeu                    |
| Laura Cardoso      | Narradora                  |

### Participações especiais
| Interprete                | Personagem         |
| ------------------------- | ------------------ |
| Fernanda Montenegro       | Madrasta           |
| Juliana Carneiro da Cunha | Mãe                |
| Osmar Prado               | Pai                |
| Gero Camilo               | Zé Cangaia         |
| Emiliano Queiroz          | Asmodeu (velho)    |
| André Valli               | Asmodeu Mágico     |
| Ricardo Blat              | Asmodeu Sátiro     |
| Rodolfo Vaz               | Pato               |
| Inês Peixoto              | Rosa               |
| Mário César Camargo       | Seu Odorico        |
| João Sabiá                | Asmodeu Lindo      |
| Marco Ricca               | 1º Cangaceiro      |
| Ilya São Paulo            | 2º Cangaceiro      |
| Aramis Trindade           | 3º Cangaceiro      |
| Charles Fricks            | 1º Executivo       |
| Leandro Castilho          | 2º Executivo       |
| Suzana Faini              | Velha Carpideira   |
| Lucy Mafra                | Fofoqueira         |
| Antônio Edson             | Asmodeu Brincante  |
| Denise Assunção           | Mucama             |
| Nanego Lira               | Retirante          |
| Laura Lobo                | Menina Carvoeira   |
| Phillipe Louis            | Ciganinho          |
| Luiz Damasceno            | Asmodeu Poeta      |
| Rafaella de Oliveira      | Joaninha           |
| Thaynná Pina              | Joaninha (criança) |

## Episódios
| Temporada | Temporada | Episódios | Exibição original     | Exibição original     |
| Temporada | Temporada | Episódios | Estreia da temporada  | Final da temporada    |
| --------- | --------- | --------- | --------------------- | --------------------- |
|           | 1.ª       | 8         | 11 de janeiro de 2005 | 21 de janeiro de 2005 |
|           | 2.ª       | 5         | 11 de outubro de 2005 | 15 de outubro de 2005 |

### Episódios
- Episódio 1: No Sol Levante
- Episódio 2: No País do Sol a Pino
- Episódio 3: Em Busca da Sombra
- Episódio 4: Maria Perde a Infância
- Episódio 5: Os Saltimbancos
- Episódio 6: O Reencontro
- Episódio 7: Neva no Coração
- Episódio 8: Onde o Fim Nunca Termina.

## Produção
Foi um projeto de doze anos, idealizado pelo diretor Luiz Fernando Carvalho, e que virou realidade na comemoração dos 40 anos da Rede Globo. A trama recorreu a elementos folclóricos presentes em contos populares de Câmara Cascudo, Mário de Andrade e Sílvio Romero e na obra do dramaturgo Carlos Alberto Soffredini para contar a fábula de Maria, uma garota órfã que é perseguida pela madrasta.
A minissérie foi concebida sob um domo de 360º, sucata do palco de show de rock. Teve trilha sonora assinada por Tim Rescala, concebida a partir de cirandas de Villa-Lobos, César Guerra-Peixe e Francisco Mignone, e parte dos figurinos foram criados pelo estilista Jum Nakao.
A produção de arte precisou envelhecer todos os objetos usados em cena ou adequá-los à linguagem estética da minissérie. Foram criados desde folhas de milho a estandartes de festas populares. O artista plástico Raimundo Rodriguez criou objetos especiais importantes na narrativa, como coroas, adereços de cabeça, carroças e gaiolas. Patos e outros animais do terreiro da casa da protagonista Maria, foram criados e construídos com cabaças pelo marionetista argentino Catin Nardi. A minissérie reuniu também profissionais do grupo de teatro de bonecos Giramundo, responsáveis pela construção do clima lúdico da história. As equipes de arte, figurino e iluminação trabalharam com a ideia de reaproveitar materiais. Tudo foi feito de forma quase artesanal. Entre os muitos bonecos criados para a produção, o Pássaro (Rodrigo Santoro), par romântico da heroína da minissérie, foi o que mais de destacou. Sua confecção exigiu um verdadeiro trabalho de equipe dos integrantes do teatro Giramundo. Além disso, o pássaro ainda passou pelas mãos do artista plástico Raimundo Rodriguez, que trabalhou com metal, material não utilizado em marionetes, para o acabamento final. O objetivo era transformar o pássaro em uma figura mítica. Todos os elementos do pássaro, que pesava 12kg, eram manipulados através de 20 fios. Foram necessários mais de dois meses para que o produto final fosse finalmente construído.  As 60 marionetes que representavam os animais foram produzidas pelo Grupo Giramundo, de Minas Gerais.
Em 2005, o roteiro da produção e da sequência foi editado em livro pela Editora Globo. Em dezembro de 2006, Hoje é Dia de Maria foi lançada em DVD, em três discos, que contém a íntegra das duas jornadas.

## Exibição
Em 2015, a minissérie foi reexibida como telefilme em comemoração aos 50 anos da TV Globo, no especial Luz, Câmera, 50 Anos, sendo exibida em duas partes, nos dias 2 e 4 junho de 2015. Foi a última minissérie exibida na segunda temporada do especial Luz, Câmera, 50 Anos.

### Outras Mídias
Em 10 de julho de 2023, foi disponibilizada na íntegra pelo Globoplay, como parte do Projeto Resgate. Simultaneamente ao lançamento da segunda temporada na plataforma.

## Repercussão

### Recepção da crítica
Para o crítico Nilson Xavier, é uma das mais poéticas, originais e belas produções dos últimos anos.

"A minissérie foi muito ambiciosa e muito bem realizada formalmente, seguindo outros projetos de envergadura como Os Maias."

—Jean-Philippe Tessé, Cahiers du Cinéma
Segundo Jean-Philippe Tessé, na revista francesa Cahiers du Cinéma, a minissérie foi muito ambiciosa e muito bem realizada formalmente, seguindo outros projetos de envergadura como Os Maias.

### Prêmios e indicações
Hoje é Dia de Maria recebeu nomeações nacionais e internacionais, totalizando 12 prêmios e 8 indicações.
| Ano  | Prêmio                           | Categoria                                               | Indicação                                                              | Resultado | Ref.   |
| ---- | -------------------------------- | ------------------------------------------------------- | ---------------------------------------------------------------------- | --------- | ------ |
| 2005 | Prêmio Extra de Televisão        | Melhor Ator/Atriz Infantil                              | Carolina Oliveira                                                      | Indicado  |        |
| 2005 | Emmy Internacional               | Melhor Filme de TV/Minissérie                           | Luiz Fernando Carvalho                                                 | Indicado  | [ 4 ]  |
| 2005 | Emmy Internacional               | Melhor Ator/Atriz                                       | Carolina Oliveira                                                      | Indicado  | [ 4 ]  |
| 2005 | Prêmio Qualidade Brasil          | Melhor Diretor de Teledramaturgia                       | Luiz Fernando Carvalho                                                 | Venceu    |        |
| 2005 | Prêmio Qualidade Brasil          | Melhor Projeto Especial - Rio de Janeiro                | Luiz Fernando Carvalho                                                 | Venceu    |        |
| 2005 | Prêmio Qualidade Brasil          | Melhor Projeto Especial - São Paulo                     | Luiz Fernando Carvalho                                                 | Venceu    |        |
| 2005 | Prêmio Qualidade Brasil          | Melhor Autor - Rio de Janeiro                           | Luiz Fernando Carvalho Luis Alberto de Abreu Carlos Alberto Soffredini | Venceu    |        |
| 2005 | Prêmio Qualidade Brasil          | Melhor Autor - São Paulo                                | Luiz Fernando Carvalho Luis Alberto de Abreu Carlos Alberto Soffredini | Venceu    |        |
| 2005 | Prêmio Qualidade Brasil          | Melhor Atriz Revelação - Rio de Janeiro                 | Carolina Oliveira                                                      | Venceu    |        |
| 2005 | Prêmio Qualidade Brasil          | Melhor Ator Coadjuvante - Rio de Janeiro                | Osmar Prado                                                            | Indicado  |        |
| 2006 | Prêmio ABC de Cinematografia     | Melhor Fotografia em Programa de TV                     | José Tadeu Ribeiro                                                     | Venceu    | [ 14 ] |
| 2006 | Prêmio Contigo!                  | Melhor Atriz Infantil                                   | Carolina Oliveira                                                      | Venceu    |        |
| 2006 | Prêmio Contigo!                  | Melhor Diretor                                          | Luiz Fernando Carvalho                                                 | Venceu    |        |
| 2006 | Prêmio Contigo!                  | Melhor Ator                                             | Rodrigo Santoro                                                        | Indicado  |        |
| 2006 | Prêmio Contigo!                  | Melhor Atriz                                            | Fernanda Montenegro                                                    | Indicado  |        |
| 2006 | Prêmio Contigo!                  | Melhor Atriz Revelação                                  | Carolina Oliveira                                                      | Indicado  |        |
| 2006 | Prêmio Contigo!                  | Melhor Autor                                            | Luiz Fernando Carvalho Luis Alberto de Abreu Carlos Alberto Soffredini | Indicado  |        |
| 2006 | Prêmio APCA                      | Grande Prêmio dos Críticos de Televisão: Melhor Diretor | Luiz Fernando Carvalho                                                 | Venceu    | [ 15 ] |
| 2006 | Festival Banff                   | Hors Concours                                           | Luiz Fernando Carvalho                                                 | Venceu    |        |
| 2006 | Input International Board Taipei | Hors Concours                                           | Luiz Fernando Carvalho                                                 | Venceu    |        |